# Cyrus (Server)
Cyrus ist ein freier Mailserver der Carnegie Mellon University. Ursprünglich wurde die Server-Software für das Campus-Mail-System der Universität entwickelt, mittlerweile ist es jedoch ein anerkannter und auch im professionellen Bereich eingesetzter Mail Delivery Agent. Er unterstützt zurzeit die Protokolle IMAP, JMAP und POP3 und arbeitet mit diversen SMTP-Servern unter Linux/Unix zusammen. Cyrus benutzt die Cyrus SASL Library, eine Implementierung von SASL, um mehrere Authentifizierungsmethoden zur Verfügung zu stellen: CRAM-MD5, Digest-MD5, GSSAPI, OTP, Plain, PAM. Von diesen Methoden arbeiten einige mit starker Kryptographie.